# Stenodontus malaisei
Stenodontus malaisei là một loài tò vò trong họ Ichneumonidae.